# 이고리 데니소프 (축구 선수)
이고리 블라디미로비치 데니소프(러시아어: Игорь Владимирович Денисов, 1984년 5월 17일 ~ )는 러시아의 전 축구 선수로서, 포지션은 수비형 미드필더이다. 또한 UEFA 유로 2012, 2014년 FIFA 월드컵에 출전하여 중앙 미드필더 자리에서 활약하였다.

## 축구인 경력

### 선수 경력
2001년 제니트 상트페테르부르크에 입단하였으며 큰 부상 없이 꾸준히 활약하였으며 2차례의 리그 우승과 UEFA컵 2007-08 우승에 공헌하였다.